# 한스 페테르 몰란
한스 페테르 몰란(노르웨이어: Hans Petter Moland, 1955년 10월 17일 ~ )은 노르웨이 오슬로 태생의 작가 겸 영화 감독이다. 주요 작품으로는 《Kraftidioten(2014)》, 《Aberdeen(2000)》, 《Ut og stjæle hester(2019)》가 있다. 영국의 영화사학자 피터 카우이(Peter Cowie)는 몰란을 "노르웨이의 리들리 스콧(Ridley Scott of Norway)"이라고 평가하고 있다.